# Thick Pigeon
Thick Pigeon war eine US-amerikanische Band aus New York mit der Sängerin Stanton Miranda und Carter Burwell. Nach einigen Singles zwischen 1982 und 1983 nahm die Band 1984 zusammen mit Stephen Morris und Gillian Gilbert von New Order ihr erstes Album in Manchester auf.

## Diskografie

### Alben
- Too Crazy Cowboys (Factory Records, September 1984)
- Miranda Dali (Crépuscule, Februar 1991)

### Singles
- Subway (Crépuscule, Januar 1982)
- Tracy & Pansy (Crépuscule, November 1982)
- Santa Baby / Jingle Bell Rock (Operation Twilight, Dezember 1982)
- Wheels Over Indian Trails (Factory Records, März 1986)